# Велика естрада у Межапарку

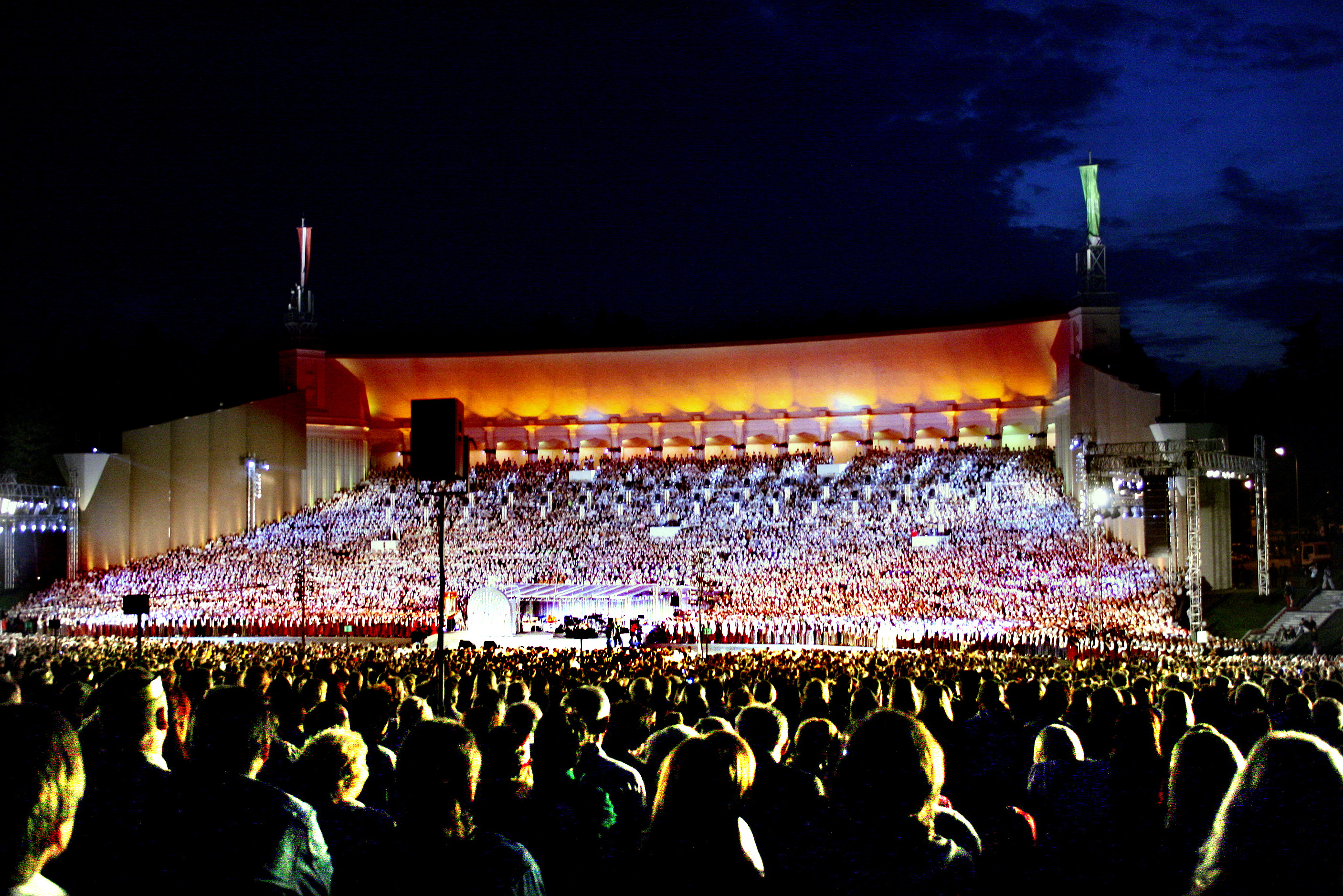
Велика естрада під час Свята пісні 2008 року

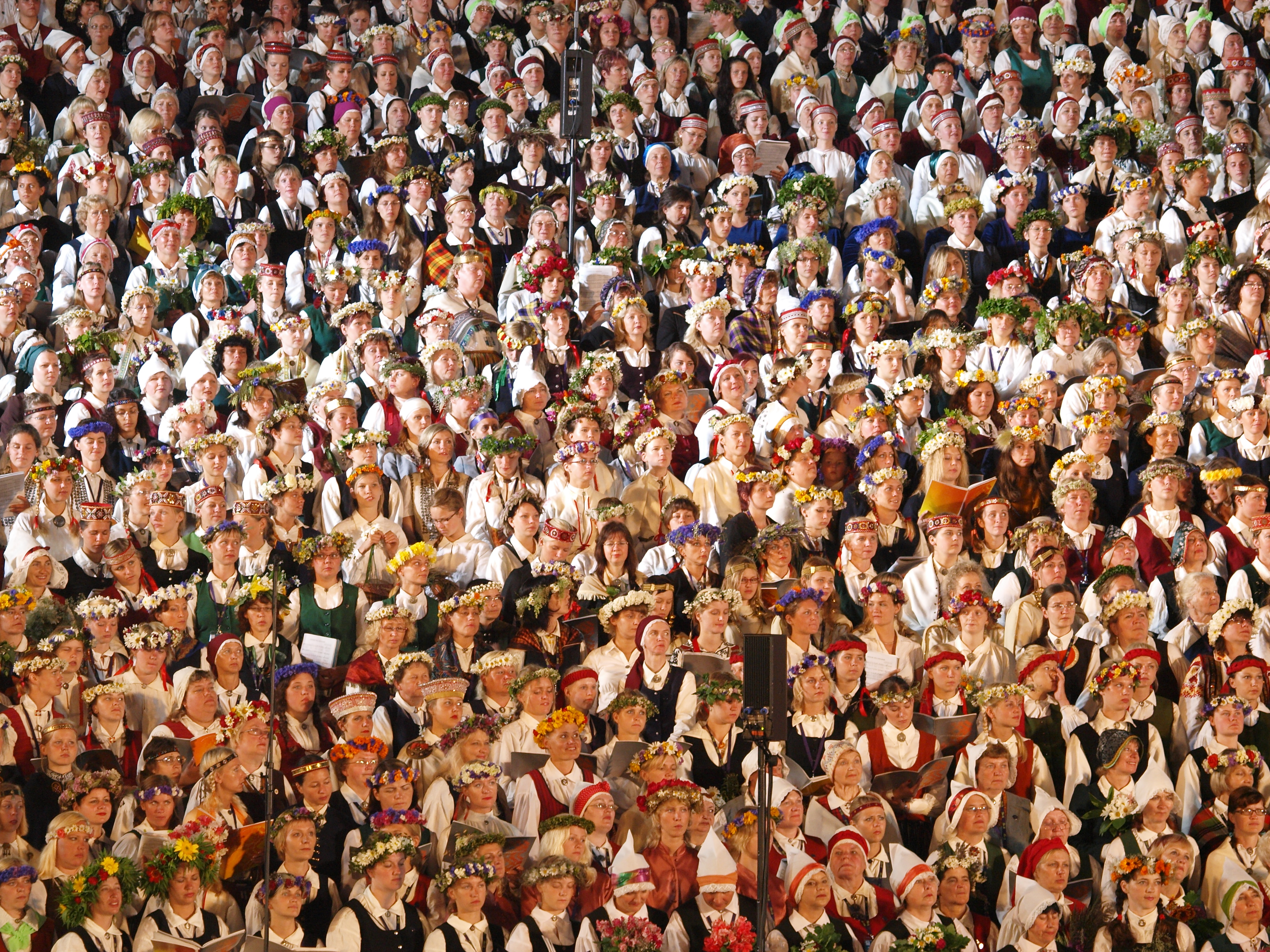
Хор на святі пісні та танцю. Міжпарк, 2008 рік

Велика естрада у Межапарку (латис. Mežaparka Lielā estrāde) розташована в Латвії, в Ризі. Споруджено спеціально для проведення Вселатвійських Свят пісні та інших масштабних заходів. Є найбільшим концертним майданчиком у Латвії.
На сцені Великої естради може розміститися одночасно понад 10 000 виконавців, а в зоні глядачів — понад 30 000 глядачів.
На естраді відбуваються виступи співочих та танцювальних колективів, ансамблів народної творчості, а також концерти сучасних популярних музичних колективів.

## Історія створення
1954 року республіканським проєктним інститутом було розроблено проєкт естради, яка називалася «Трибуна з естрадою для масових заходів у парку культури та відпочинку „Межапарк“». Автори проєкту — архітектори В. В. Шнітніков та Г. П. Ірбіте. Спорудження естради було завершено до XII Свята пісні, що відбулося 1955 року. Початковий проєкт передбачав одночасне розміщення на естраді 7000 співаків, 100 танцювальних пар, а в зоні глядачів — 35 тисяч глядачів. До цього часу естрада зберегла свій архітектурний вигляд, який до 1990 року вінчали скульптури Лева Буковського. До естради примикають лаштунки, декорації яких оформлені у стилі латиського національного орнаменту.
У 1957 році у приміщеннях естради розміщувалася експозиція виставки досягнень народного господарства Латвійської РСР (створеної за аналогією з ВДНГ СРСР), що викликала великий народний резонанс.
У 1972 році за проєктом архітектора «Латкомуналпроекту» Інари Цауніті було проведено перший капітальний ремонт естради. У 1990 році естрада була реконструйована за проєктом, авторами якого стали архітектори Андрій Гелзіс та Юріс Паегле, акустик Андріс Забраускіс. Реконструкція включала демонтаж бічних арок та танцювальної підлоги, забезпечивши тим самим на хорових трибунах місце для 15 тисяч співаків.
Чергова реконструкція Великої естради розпочалася у 2017 році. До XXVI Свята пісні (2018) було завершено перший раунд реконструкції, пов'язаний із глядацькою частиною: відтепер глядацька зона складає 22 197 м2, тепер тут 30 557 місць для глядачів замість колишніх 23 000. Загальна територія Великої естради, обнесена огорожею, стала в півтора раза більшою і тепер становить 146 439 м2.
Роботи з реконструкції Великої естради планується завершити до XXVII Свята пісні (2023). Загальна сума витрат на реконструкцію оцінюється в 63 мільйони євро.

## Галерея

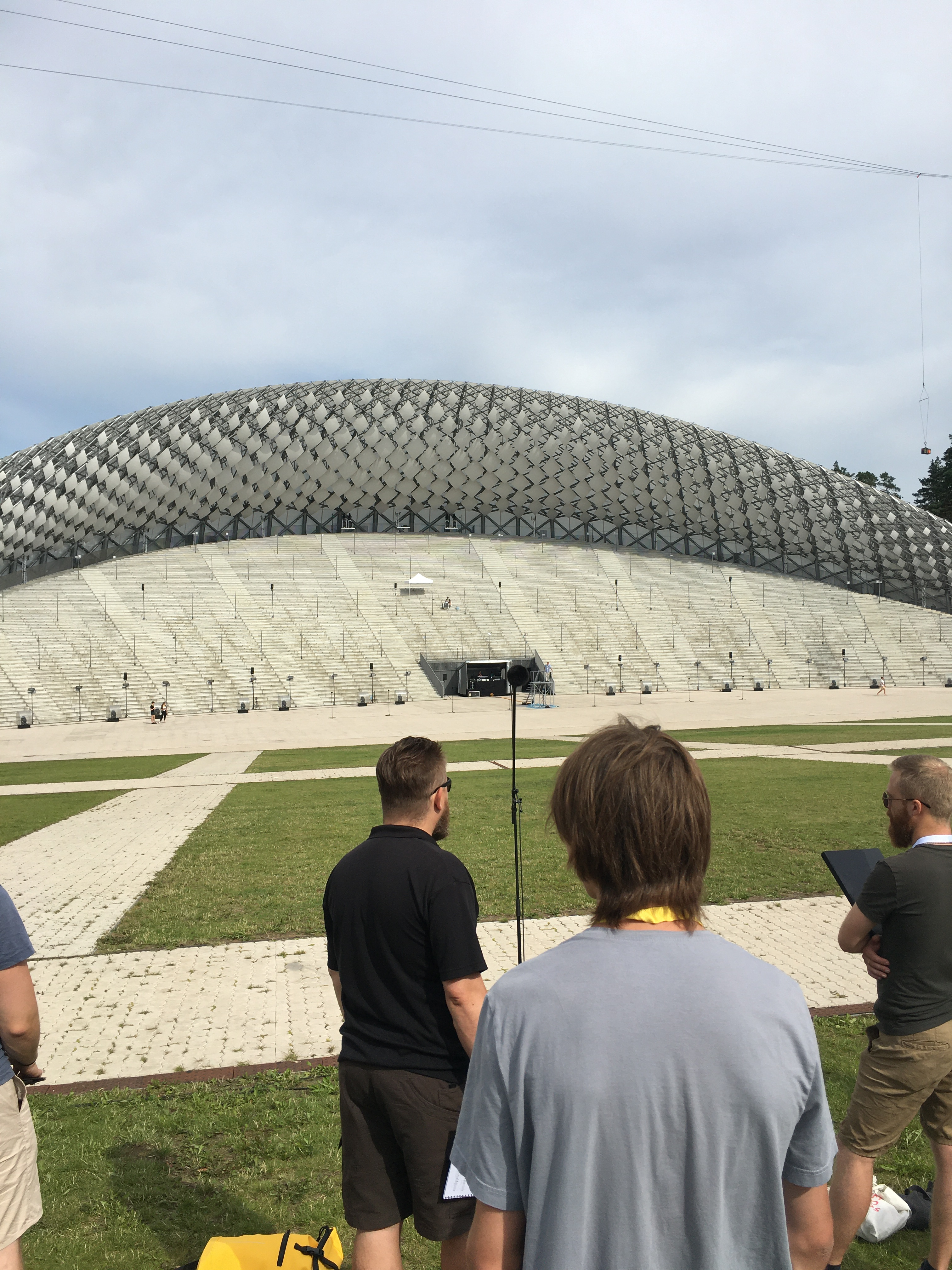
Велика естрада Міжпарку у 2022 році
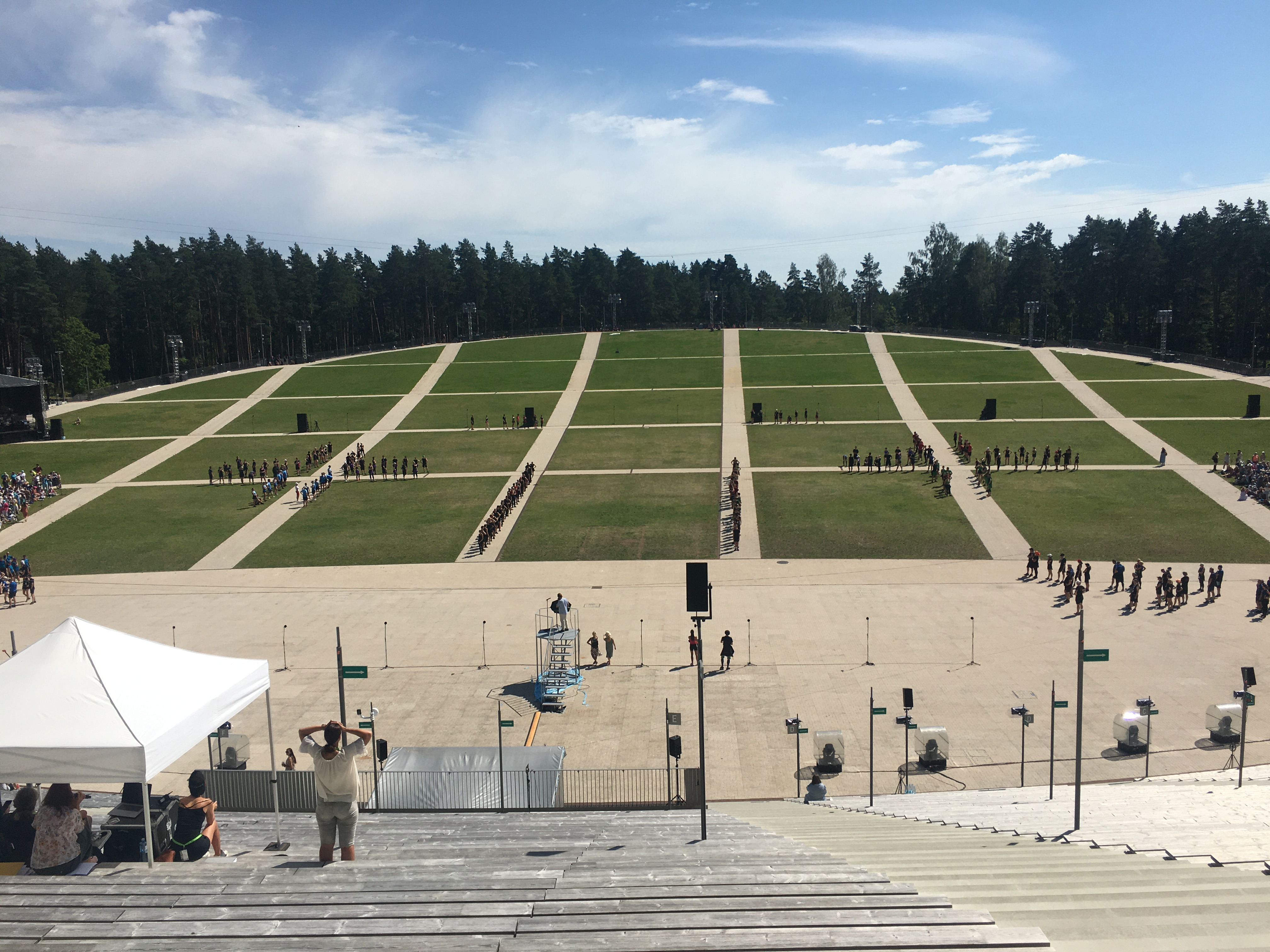
Вид з Великої естради